# Armadillidium obenbergi
Armadillidium obenbergi is een pissebed uit de familie Armadillidiidae. De wetenschappelijke naam van de soort is voor het eerst geldig gepubliceerd in 1941 door Frankenberger.